# Pauvre Pierrot
Pauvre Pierrot – francuski film animowany z 1892 roku w reżyserii  i na podstawie scenariusza Émila Reynauda.